# Mallophora pluto
Mallophora pluto är en tvåvingeart som först beskrevs av Christian Rudolph Wilhelm Wiedemann 1828.  Mallophora pluto ingår i släktet Mallophora och familjen rovflugor. Inga underarter finns listade i Catalogue of Life.